# Milan Loukota
Milan Loukota (* 18. června 1960) je český politik, v 90. letech 20. století poslanec České národní rady a Poslanecké sněmovny za SPR-RSČ.

## Biografie
Ve volbách v roce 1992 byl zvolen do ČNR, jako poslanec za Sdružení pro republiku – Republikánskou stranu Československa (volební obvod Jihomoravský kraj). Zasedal v zemědělském výboru.
Po vzniku samostatné České republiky v lednu 1993 se ČNR transformovala na Poslaneckou sněmovnu Parlamentu České republiky. V ní obhájil mandát ve volbách v roce 1996 a setrval zde do konce funkčního období sněmovny, tedy do voleb v roce 1998.
Při rozpravě k volbě prezidenta České republiky v roce 1993 prohlásil, že Václav Havel v roce 1964 pomáhal Státní bezpečnosti. Téhož roku 1993 působil jako mluvčí takzvaného Moravskoslezského zemského sněmu (nevolené sdružení moravistických politiků). V roce 1997 navštívil spolu s poslaneckým kolegou Josefem Krejsou Libyi a po návratu informoval, že Libye je ochotna splatit České republice dluh 270 miliónů dolarů výměnou za to, že se Česko nepřipojí k ostřejším sankcím vyhlášeným Radou bezpečnosti OSN. V únoru 1998 přečetl během schůze Poslanecké sněmovny tzv. „Odkaz Edvarda Beneše“, který byl později identifikován historikem a místopředsedou Společnosti Edvarda Beneše Karlem Novotným jako podvrh z okruhu Sládkových republikánů. V březnu 1998 byl na sjezdu SPR-RSČ zvolen členem předsednictva strany.
V komunálních volbách v roce 1994 byl zvolen do zastupitelstva města Třebíč za SPR-RSČ.
V sněmovních volbách v roce 1998 neúspěšně kandidoval za SPR-RSČ do parlamentu. V roce 1999 se nadále uvádí jako člen předsednictva SPR-RSČ. Se stranou se rozešel v roce 2002, kritizoval předsedu Miroslava Sládka a spolu s Josefem Krejsou a dalšími bývalými vedoucími představiteli strany (Jan Vik, Pavel Maixner) ustavil nový subjekt Republikáni (působil jako tajemník této nové strany), za který neúspěšně kandidoval v sněmovních volbách v roce 2002. V krajských volbách roku 2012 neúspěšně kandidoval za Středočeský kraj coby bezpartijní na kandidátní listině Dělnické strany sociální spravedlnosti. Zúčastnil se tehdy křtu knihy Tomáše Vandase Od republikánů k Dělnické straně.